# Afrodisiakum
Ett afrodisiakum, plural afrodisiaka, är ett medel som sägs stimulera könsdriften. Många medel med denna beteckning bygger på självsuggestion och saknar helt mätbara effekter.
Namnet kommer från frukbarhetens, den sinnliga kärlekens och skönhetens gudinna i grekisk mytologi: Afrodite.

## Kända afrodisiaka
Några saker som i olika kulturer eller epoker använts som afrodisiakum är:
- Alruna
- Fräken
- Jordgubbar
- Maca
- Mörka bigarråer
- Mörk choklad
- Ophiocordyceps sinensis
- Ostron
- Potatis
- Pulvriserat renhorn
- Saffran
- Spansk fluga (hälsovådlig[1])
- Zink